# Otocinclus
Otocinclus é um gênero de peixes da família Loricariidae.

## Descrição
Distribuição Geográfica / População:
Bacia Amazônica
Características da água:
PH – 5.5 a 7.5
Temperatura:
+20ºC a +28ºC.
Alimentação:
É uma espécie que se alimenta na sua grande maioria de algas mas também se pode fornecer pastilhas de Spirulina por exemplo e também alimento vegetal como courgete, pepino ervilhas.
Se tiver a barriga plana, está mal nutrido, se pelo contrário tiver a barriga ligeiramente redonda, está bem nutrido.
Dimorfismo Sexual:
É um espécie bastante difícil de distinguir o sexo, mas geralmente as fêmeas são mais robustas que os machos.
Tamanho Máximo:
Tanto macho como fêmea rondam os 4/5cm.	
Comportamento:
O Otocinclus é o peixe gato perfeito para um aquário comunitário, pelo seu pequeno tamanho passa discreto á maior parte das espécies mas deve-se evitar manter com espécies muito robustas e agressivas. Deve ser mantido em grupos de pelos menos 6 .É óptimo para controlar o crescimento de algas.
Reprodução:
É uma espécie bastante difícil de reproduzir, mas há casos de posturas em aquários muito plantados. Os ovos serão colocados em folhas, tronco ou nos vidros do aquário tal como a maioria do peixes gatos. Após 48 aproximadamente os ovos eclodem e 3 dias depois os alevinos começam a nadar livremente pelo aquário. Os alevinos são extremamente pequenos e delicados, devem ser alimentados com artémias recém eclodidas .

## Espécies
O gênero contém 18 espécies:
- O. affinis, ( Steindachner, 1877)
- O. batmani, ( Lehmann, 2006)
- O. bororo, ( Schaefer, 1997)
- O. caxarari, (Schaefer, 1997)
- O. cocama, ( Reis, 2004)
- O. flexilis, ( Cope, 1894)
- O. gibbosus, ( Miranda Ribeiro, 1908)
- O. hasemani, ( Steindachner, 1915)
- O. hoppei, ( Miranda Ribeiro, 1939)
- O. huaorani, ( Schaefer, 1997)
- O. macrospilus, ( C. H. Eigenmann & Allen, 1942)
- O. mariae, ( Fowler, 1940)
- O. mimulus, ( Axenrot & Kullander, 2003)
- O. mura, ( Schaefer, 1997)
- O. tapirape, ( Britto & Moreira, 2002)
- O. vestitus, ( Cope, 1872)
- O. vittatus, (Regan, 1904)
- O. xakriaba, ( Schaefer, 1997)